# Classica di Amburgo 2016
La Classica di Amburgo 2016 (ufficialmente EuroEyes Cyclassics per motivi di sponsorizzazione), ventunesima edizione della corsa, valevole come ventiduesima prova dell'UCI World Tour 2016 categoria 1.UWT, si svolse il 21 agosto 2016 su un percorso di 217,7 km, con partenza e arrivo ad Amburgo, in Germania. La vittoria fu appannaggio dell'australiano Caleb Ewan, che completò il percorso in 4h 54' 27" alla media di 44,36 km/h precedendo il tedesco John Degenkolb e l'italiano Giacomo Nizzolo.
Al traguardo di Amburgo 144 ciclisti, dei 176 alla partenza, portarono a termine la competizione.

## Squadre e corridori partecipanti
| N.      | Cod. | Squadra            |
| ------- | ---- | ------------------ |
| 1-8     | LTS  | Lotto Soudal       |
| 11-18   | TNK  | Tinkoff            |
| 21-28   | SKY  | Team Sky           |
| 31-38   | BMC  | BMC Racing Team    |
| 41-48   | EQS  | Etixx-Quick Step   |
| 51-58   | KAT  | Team Katusha       |
| 61-68   | OBE  | Orica-BikeExchange |
| 71-78   | TFS  | Trek-Segafredo     |
| 81-88   | FDJ  | FDJ                |
| 91-98   | MOV  | Movistar Team      |
| 101-108 | AST  | Astana Pro Team    |

| N.      | Cod. | Squadra                          |
| ------- | ---- | -------------------------------- |
| 111-118 | ALM  | AG2R La Mondiale                 |
| 121-128 | TLJ  | Team Lotto NL-Jumbo              |
| 131-138 | LAM  | Lampre-Merida                    |
| 141-148 | CDT  | Cannondale-Drapac                |
| 151-158 | TGA  | Team Giant-Alpecin               |
| 161-168 | IAM  | IAM Cycling                      |
| 171-178 | DDD  | Team Dimension Data              |
| 181-188 | BOA  | Bora-Argon 18                    |
| 191-198 | SSG  | Stölting Service Group           |
| 201-208 | COF  | Cofidis, Solutions Crédits       |
| 211-218 | VAT  | Verva ActiveJet Pro Cycling Team |

## Ordine d'arrivo (Top 10)
| Pos. | Corridore          | Squadra   | Tempo    |
| ---- | ------------------ | --------- | -------- |
| 1    | Caleb Ewan         | Orica     | 4h54'27" |
| 2    | John Degenkolb     | Giant     | s.t.     |
| 3    | Giacomo Nizzolo    | Trek      | s.t.     |
| 4    | Danny van Poppel   | Sky       | s.t.     |
| 5    | Alexander Kristoff | Katusha   | s.t.     |
| 6    | Dylan Groenewegen  | Lotto NL  | s.t.     |
| 7    | Mark Renshaw       | Dimension | s.t.     |
| 8    | Sondre Holst Enger | IAM       | s.t.     |
| 9    | Matteo Trentin     | Etixx     | s.t.     |
| 10   | André Greipel      | Lotto     | s.t.     |